# Nima Arkani-Hamed

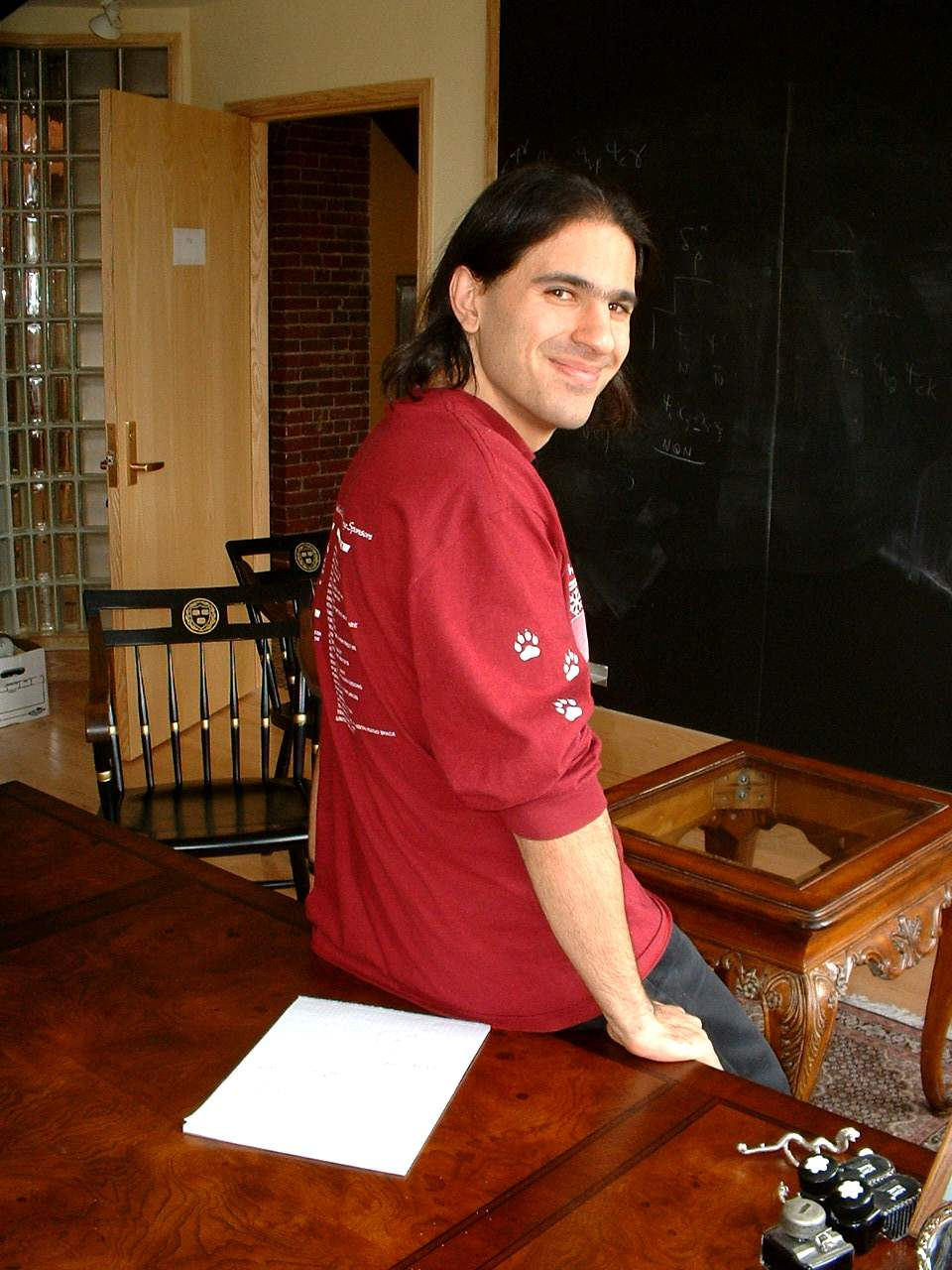
Nima Arkani-Hamed (2004) in seinem damaligen Büro in Harvard

Nima Arkani-Hamed (* 5. April 1972 in Houston, Texas) ist ein iranisch-amerikanisch-kanadischer theoretischer Physiker mit den Forschungsschwerpunkten Teilchenphysik, Stringtheorie und Kosmologie. Er gilt als einer der führenden theoretischen Hochenergiephysiker seiner Generation.

## Leben
Neben der US-amerikanischen besitzt Arkani-Hamed die kanadische Staatsbürgerschaft. Seine Eltern, beide ebenfalls Physiker, stammen aus dem Iran. Sein Vater, Jafar Arkani-Hamed (* 1940), arbeitete in den frühen 1970er Jahren für das Apollo-Programm in Houston und war Leiter des Instituts für Physik der Scharif-Universität für Technologie in Teheran. Nach der Islamischen Revolution von 1979 protestierte Jafar Arkani-Hamed, der die Revolution zunächst begrüßt hatte, öffentlich gegen die Iranischen Revolutionsgarden, weshalb die Familie 1981 auf Pferden über die türkische Grenze flüchten musste. Nach dem Grenzübertritt zerrissen sie ihre iranischen Pässe und emigrierten nach Kanada, wo Nima Arkani-Hamed seine Schulausbildung beendete und an der Universität Toronto sein Physikstudium absolvierte. Sein Vater ist kanadischer Staatsbürger und war seit 1982 Professor für Geologie an der Universität Toronto und seit 1988 Professor für Planetologie an der McGill University. Die Mutter Hamideh Alasti von Arkani-Hamed und seine Schwester Sanaz „Sunny“ Jensen sind ebenfalls Physiker.
Nima Arkani-Hamed spielt Klavier und trat in dem 2013 veröffentlichten Dokumentarfilm Particle Fever von Mark Levinson und David E. Kaplan über die Entdeckung des Higgs-Bosons am LHC auf.

## Akademische Karriere
Arkani-Hamed wurde 1997 an der University of California, Berkeley bei Lawrence John Hall mit einer Arbeit über Supersymmetry and Hierarchies promoviert und arbeitete im Anschluss daran von 1997 bis 1999 als Post-Doktorand am SLAC (Stanford University). 1999 wurde er Assistant Professor und 2001 Associate Professor in Berkeley und erhielt 2001 zudem eine Gastprofessur der Harvard University. Von 2002 bis 2008 war er ordentlicher Professor in Harvard und wechselte 2008 an das Institute for Advanced Study in Princeton. Er ist zudem häufig als Gast am Perimeter Institute in Waterloo (Ontario).

## Forschung
Arkani-Hamed leistete wichtige Beiträge auf dem Gebiet der large extra dimensions (zusätzliche Raumzeit-Dimensionen, die größer als die Plancklänge sind), zur Deconstruction-Theorie (mit Howard Georgi und Andrew Cohen) sowie zur Ghost-Kondensation.
Nachdem in den 1990er und 2000er Jahren eine Reihe von Symmetrien in der Störungsreihenentwicklung zum Beispiel der Quantenchromodynamik und supersymmetrischer Yang-Mills-Theorien entdeckt wurden (unter anderem durch Nutzung des Twistor-Formalismus und BCFW-Rekursionsrelationen), die die Zahl der zu betrachtenden Feynman-Diagramme stark reduzierten, fand Arkani-Hamed mit Kollegen wie seinem Doktoranden Jaroslav Trnka, Jacob Bourjaly und Freddy Cachazo Ende der 2000er Jahre eine geometrische Erklärung in Form der schon in der Algebraischen Geometrie bekannten positiven Grassmann-Mannigfaltigkeit. Die Berechnung von Streuamplituden läuft in dieser Theorie auf die Volumenbestimmung von Objekten hinaus, die Arkani-Hamed und Kollegen Amplituhedron nennen – dies kann mit gewöhnlichen Feynman-Diagrammen, Twistor-Methoden oder geometrisch geschehen. Arkani-Hamed hofft damit auch einen von Raumzeit-Variablen unabhängigen Zugang zur Quantengravitation zu finden.

## Auszeichnungen und Ehrungen
2003 erhielt er die Gribov Medal und 2008 den Rymond and Beverly Sackler Prize in Physik der Universität Tel Aviv. 2012 wurde ihm der Fundamental Physics Prize verliehen. Er war zudem von 2000 bis 2002 Sloan Fellow sowie von 2000 bis 2005 Packard Fellow und ist Mitglied der American Academy of Arts and Sciences (2009) und der National Academy of Sciences (2017). 2010 hielt Arkani-Hamed die Messenger Lectures in Cornell. Für 2022 wurde Arkani-Hamed der Sakurai-Preis der American Physical Society zugesprochen. 2023 erhielt er gemeinsam mit Johannes Henn (Max-Planck-Institut für Physik, München), Bernd Sturmfels (Max-Planck-Institut für Mathematik in den Naturwissenschaften, Leipzig) und Daniel Baumann (Universität Amsterdam, Niederlande) einen Synergy Grant des Europäischen Forschungsrates für das Projekt „Positive Geometry in Particle Physics and Cosmology“.